# Ресасти вечерњак
Ресасти вечерњак (лат. Myotis nattereri) је врста слепог миша из породице вечерњака (лат. Vespertilionidae).

## Опис врсте
У питању је слепи миш средње величине, са дугим ушима и узаном њушком. Бела вентрална страна је оштро одвојена од тамније, смеђе дорзалне стране тела. Трагус је благо повијен и већи од половине уха. Наборани крај репа је прекривен са два реда кратких, оштрих закривљених чекиња.

## Распрострањење
Врста је присутна у Азербејџану, Албанији, Алжиру, Андори, Аустрији, Белгији, Белорусији, Босни и Херцеговини, Бугарској, Гибралтару, Грузији, Грчкој, Данској, Естонији, Израелу, Ираку, Ирану, Ирској, Италији, Јерменији, Јордану, Кипру, Летонији, Либану, Литванији, Лихтенштајну, Луксембургу, Мађарској, Македонији, Мароку, Монаку, Немачкој, Пољској, Португалу, Румунији, Русији, Сан Марину, Сирији, Словачкој, Словенији, Србији, Туркменистану, Турској, Уједињеном Краљевству, Украјини, Финској, Француској, Холандији, Хрватској, Црној Гори, Чешкој, Швајцарској, Шведској и Шпанији.

## Станиште
У централној Европи основна станишта врсте су шуме и отворени шумски предели, отворени воћњаци и обала зараслих у вегетацију. Ретко користе потпуно отворена подручја, али се могу уочити како лове у околини воћњака и свеже покошених ливада. 
Лети склоништа већином налази у дупљама дрвећа, вештачким кућицама и зградама. У Средоземљу користе пукотине стена и зидова. Зимска склоништа су већином пећинска, поред тога користе и пукотине у зидинама и стенама.

## Угроженост
Ова врста није угрожена, и наведена је као последња брига јер има широко распрострањење.

### Популациони тренд
Популација ове врсте је стабилна, судећи по доступним подацима.